# Итежи Тежи
Итежи Тежи (на английски: Itezhi-Tezhi) е град в Южна Замбия. Намира се в Южната провинция на страната, на 115 км югозападно от столицата Лусака. Градът е посещаван от туристи поради близостта му и като изходен пункт до Националния парк Кафуе. Население 13 858 жители (по данни за 2010 г.).